# Oglasa phaeonephele
Oglasa phaeonephele là một loài bướm đêm trong họ Noctuidae.